# Guillermo Pérez
Guillermo Pérez Sandoval, född 14 oktober 1979 i Uruapan, Michoacán, Mexiko, är en mexikansk taekwondoutövare som väger 58 kg och är 171 centimeter lång. Han vann guldmedalj i de olympiska sommarspelen 2008 i Peking i herrarnas –58 kg-klass.  
1995 reste han till Ottawa för att delta i sin första internationella tävling och placerade sig på andra plats. 1996 vann han US Open i taekwondo, där deltagare från mer än 60 länder deltog.

## Mexikos nationslag
Pérez flyttade till Puebla 1999 för att träna med OS-mästaren William de Jesús som hjälpte 20-åriga Pérez att komma in i Mexikos nationslag. Pérez blev en del av laget som deltog i Panamerikanska spelen 1999 i Winnipeg, Kanada.
I april 2005 deltog han i VM och placerade sig på nionde plats.